# Natália Kelly
Natália Kelly (* 18. Dezember 1994 in Hartford, Connecticut, USA) ist eine österreichische Sängerin aus Bad Vöslau, Niederösterreich. 2013 trat Kelly mit ihrem Song Shine für Österreich beim Eurovision Song Contest 2013 in Malmö, Schweden an.

## Leben
Kelly kam im Alter von sechs Jahren nach Österreich. Die Tochter eines amerikanischen Geschäftsmannes und einer brasilianischen Mutter begann schon früh mit ersten musikalischen Gehversuchen. So stand sie bereits mit zehn Jahren bei dem Stück In 80 Tagen um die Welt der Kinderoper in Baden auf der Bühne (2004). Ebenfalls 2004 gelang ihr der zweite Platz bei der ORF-Show Kiddy Contest mit einem Duett mit Manuel Gutleb. In den folgenden Jahren nahm sie mehrfach erfolgreich an den Wettbewerben Prima la musica in klassischer Musik teil.
Von 2005 bis 2007 war Kelly Mitglied der Kinder-Popgruppe Gimme 5, die von Universal Music unter Vertrag genommen wurde und Austropop-Hits neu interpretierte. Produziert wurden Gimme 5 von Alexander Kahr.
2011 kam Kelly in Vösendorf auf den ersten Platz des österreichischen Gesangswettbewerbes „The Voice“ und erhielt unter anderem einen Plattenvertrag mit Alexander Kahr.
Am 15. Februar 2013 gewann Kelly mit dem Titel Shine die österreichische Vorausscheidung Österreich rockt den Song Contest zum Eurovision Song Contest 2013. Komponisten des Titels sind Andreas Grass, Nikola Paryla, Natália Kelly und Alexander Kahr. Kelly trat somit für Österreich im Halbfinale des Eurovision Song Contest am 14. Mai 2013 in Malmö an. Dort konnte sie sich aber nicht für das Finale des Wettbewerbs qualifizieren und erreichte im Semifinale Platz 14 der 16 Teilnehmer.

## Auszeichnungen und Erfolge
- 2004: 2. Platz ORF Kiddy Contest
- 2005: Bundessiegerin Gesangswettbewerb „Show4Kids“
- 2006: 1. Platz Prima la musica niederösterreichischer Landeswettbewerb, Kategorie „Klavier“
- 2008: Bundessiegerin Gesangswettbewerb „Sing&Win“
- 2008: 3. Platz „Prima La Musica“, Bundeswettbewerb, Kategorie „Solo klassischer Gesang“
- 2008–2010: dreifache Weltmeisterin Kategorie „Vocals“ der European Dance Union (ESDU)
- 2010: 1. Platz „Prima La Musica“ niederösterreichischer Landeswettbewerb, Kategorie „Solo klassischer Gesang“
- 2010: 2. Platz „Prima La Musica“ Bundeswettbewerb, Kategorie „Solo klassischer Gesang“
- 2011: Gewinnerin des Star-T Nachwuchswettbewerbs
- 2011: Siegerin Österreichs großer Gesangswettbewerb „The Voice“[7]